# Danh sách trò chơi Climax
Dưới đây là danh sách trò chơi phát triển bởi Climax Studios.

## Danh sách trò chơi
| Tựa                                         | Hệ máy                                       | Năm  | Ghi chú |
| ------------------------------------------- | -------------------------------------------- | ---- | --- |
| WarCraft II: The Dark Saga                  | Sega Saturn, PlayStation                     | 1997 | Chiến lược thời gian thực |
| FIFA Road to World Cup 98                   | Sega Saturn                                  | 1997 | Mô phỏng bóng đá |
| Diablo                                      | PlayStation                                  | 1998 | Chặt và chém |
| San Francisco Rush: Extreme Racing          | PlayStation                                  | 1998 | Đua xe |
| Theme Park World                            | PlayStation                                  | 1999 | EA Games phát hành |
| Battlezone: Rise of the Black Dogs          | Nintendo 64                                  | 2000 | Sci-Fi Chiến lược thời gian thực |
| ATV Quad Power Racing                       | PlayStation                                  | 2000 | Đua xe đua / đua xe địa hình |
| Power Rangers Lightspeed Rescue             | PlayStation                                  | 2000 | Hành động |
| Lego Alpha Team                             | Game Boy Color                               | 2000 | Hành động |
| Warriors of Might and Magic                 | Game Boy Color                               | 2000 | Hành động |
| Lego Racers                                 | Game Boy Color                               | 2000 | Đua xe |
| SpongeBob SquarePants: SuperSponge          | PlayStation, Game Boy Advance                | 2001 | 2D Platformer |
| Power Rangers Time Force                    | PlayStation                                  | 2001 | Hành động |
| Robot Wars: Arenas of Destruction           | PC, PlayStation 2                            | 2001 | Mech Sim |
| MotoGP                                      | Xbox                                         | 2002 | Đua xe |
| Rally Fusion: Race of Champions             | PlayStation 2, Xbox                          | 2002 | Đua xe đua |
| Robot Wars: Extreme Destruction             | PC, Xbox                                     | 2002 | Mech Sim |
| ATV Quad Power Racing 2                     | GameCube, Xbox                               | 2003 | Xe đua |
| MotoGP 2                                    | PC, Xbox                                     | 2003 | Đua xe |
| Speed Kings                                 | GameCube, PlayStation 2, Xbox                | 2003 | Đua xe |
| The Italian Job                             | GameCube, PlayStation 2, Xbox                | 2003 | Đua xe dựa trên nhiệm vụ |
| Hot Wheels World Race                       | GameCube, PlayStation 2                      | 2003 | Đua xe |
| Serious Sam: Next Encounter                 | GameCube, PlayStation 2                      | 2004 | Trò chơi bắn súng góc nhìn thứ nhất đầu tiên được phát triển bởi Climax Group                                                                                          |
| Serious Sam Advance                         | Game Boy Advance                             | 2004 | Trò chơi Game Boy Advance Serious Sam được phát hành cùng ngày với phiên bản GameCube.                                                                                 |
| Sudeki                                      | Xbox, PC                                     | 2004 | Mặc dù phiên bản Xbox đã ra mắt từ năm 2004 nhưng phải đến năm 2005, phiên bản PC mới được phát hành.                                                                  |
| Disney's Lilo & Stitch 2: Hämsterviel Havoc | Game Boy Advance                             | 2004 | 2D Platformer |
| ATV Offroad Fury 3                          | PlayStation 2                                | 2004 | Đua xe địa hình |
| Tron 2.0: Killer App                        | Xbox                                         | 2004 | Bắn súng góc nhìn thứ nhất khoa học viễn tưởng |
| Hot Wheels: Stunt Track Challenge           | Game Boy Advance, PlayStation 2, PC, Xbox    | 2004 | Đua xe tương lai |
| Crash 'N' Burn                              | PlayStation 2, Xbox                          | 2004 | Đua xe |
| Volvo: Drive for Life                       | Xbox                                         | 2005 | Mô phỏng |
| ATV Offroad Fury: Blazin' Trails            | PlayStation Portable                         | 2005 | Trò chơi PlayStation Portable đầu tiên được phát triển bởi Climax |
| Delta Force: Black Hawk Down                | Xbox                                         | 2005 | Bắn súng |
| Lizzie McGuire 3: Homecoming Havoc          | Game Boy Advance                             | 2005 | 2D Platformer |
| MotoGP 3: Ultimate Racing Technology        | PC, Xbox                                     | 2005 | Đua xe |
| Nicktoons Unite!                            | Game Boy Advance, Nintendo DS                | 2005 | Phiêu lưu hành động giả tưởng |
| The Wild                                    | Game Boy Advance                             | 2006 | 2D Platformer |
| MotoGP '06                                  | Xbox 360                                     | 2006 | Trò chơi đầu tiên trên máy chơi trò chơi điện tử thế hệ thứ 7 của Climax                                                                                               |
| Crusty Demons                               | Xbox, PlayStation 2                          | 2006 | Mặc dù xuất hiện trên cả Xbox và PlayStation 2, phiên bản PlayStation 2 không được phát hành đồng thời với phiên bản Xbox.                                             |
| W.I.T.C.H.                                  | Game Boy Advance                             | 2006 | 2D Platformer |
| ATV Offroad Fury Pro                        | PlayStation Portable                         | 2006 | Đua xe |
| ATV Offroad Fury 4                          | PlayStation 2                                | 2006 | Đua xe |
| Ghost Rider                                 | PlayStation 2, PlayStation Portable          | 2007 | Hành động |
| Meet the Robinsons                          | Game Boy Advance, Nintendo DS                | 2007 | Trò chơi Nintendo DS đầu tiên của Climax Group |
| Viva Piñata                                 | PC                                           | 2007 | Phiên bản chuyển thể lên Xbox 360 cùng tên của Rareware |
| Silent Hill: Origins                        | PlayStation Portable, PlayStation 2          | 2007 | Phiêu lưu hành động kinh dị và là tựa Silent Hill đầu tiên được sản xuất ngoài Konami                                                                                  |
| Overlord: Dark Legend                       | Wii                                          | 2009 | Overlord: Dark Legend là một trò chơi Wii độc quyền trong loạt Overlord. Trò chơi đã giành vị trí á quân tại Giải thưởng Best Wii Game của IGN tại E3 năm 2009.        |
| Overlord: Minions                           | Nintendo DS                                  | 2009 | Overlord: Minions trên Nintendo DS là phiên bản độc quyền. Các phiên bản Xbox 360, PC và PS3 của Overlord không được phát triển bởi Climax.                            |
| Silent Hill: Shattered Memories             | Wii, PlayStation Portable, PlayStation 2     | 2009 | Nền tảng chính là Wii, trong khi các phiên bản PlayStation Portable và PlayStation 2 là các phiên bản chuyển. Thắng Giải thưởng Best Wii Game của IGN tại E3 năm 2009. |
| Rocket Knight                               | PlayStation Network, Xbox Live Arcade, Steam | 2010 | Platformer/Bắn súng |
| Gormiti: The Lords Of Nature!               | Wii, Nintendo DS                             | 2010 | Platformer |
| EyePet & Friends                            | PlayStation 3                                | 2011 | Nuôi thú cưng ảo |
| Bloodforge                                  | Xbox Live Arcade                             | 2012 | Hành động/Chặt và Chém |
| Smart As                                    | PlayStation Vita                             | 2012 | Giải đố |
| Castlevania: Lords of Shadow                | PC                                           | 2013 | Phiên bản chuyển thể lên PS3 và Xbox 360 cùng tên của Mercury Steam |
| Dead Nation: Apocalypse                     | PlayStation 4                                | 2014 | Phiên bản chuyển thể lên PS3 của Dead Nation bởi Housemarque |
| Dead Nation                                 | PlayStation Vita                             | 2014 | Phiên bản chuyển thể lên PS3 của Dead Nation bởi Housemarque |
| Resogun                                     | PlayStation Vita, PlayStation 3              | 2014 | Phiên bản chuyển thể lên PS4 cùng tên của Housemarque |
| Assassin's Creed Chronicles                 | PlayStation 4, Xbox One, PC                  | 2015 | 2D Platformer |
| Crayola Scoot                               | PC, Nintendo Switch, PlayStation 4, Xbox One | 2018 | Thể thao |
| Dragons: Dawn of New Riders                 | PC, Nintendo Switch, PlayStation 4, Xbox One | 2019 | Hành động phiêu lưu |
| Returnal                                    | PlayStation 5                                | 2021 | Hỗ trợ phát triển cho Housemarque |